# Остров Литке (Земля Франца-Иосифа)
О́стров Ли́тке — остров архипелага Земля Франца-Иосифа. Административно относится к Приморскому району Архангельской области России.

## Расположение
Расположен в юго-восточной части архипелага в 3,5 километрах к юго-востоку от острова Сальм. Отделён от острова Сальм проливом Фрам (названным в честь знаменитого корабля Фрам, на котором с 1893 по 1912 годы осуществлялись три норвежские экспедиции к Северному и Южному полюсам).

## Описание
Имеет круглую форму диаметром около 3 километров, площадь острова — 14 км². Бо́льшую часть занимает ледник высотой 85 метров в центральной части и около 25 метров у побережья. В северо-западной части острова находится небольшой непокрытый льдом участок с каменистыми россыпями.
Назван в честь Фёдора Литке — русского мореплавателя, географа, исследователя Арктики.